# プルトニウム241
プルトニウム241（241Pu）はプルトニウムの同位体で、プルトニウム240（240Pu）が中性子を捕獲することにより生じる。241Puは240Puと異なり核分裂性で、 中性子吸収断面積は239Puより3割ほど大きい。中性子を吸収すると約73%の確率で核分裂を起こし、起こさなかった場合はプルトニウム242（242Pu）になる。一般に、中性子数が奇数の同位体に中性子を照射した場合には核分裂と中性子捕獲の両方が起きるが、中性子数が偶数の同位体では核分裂は起こらず中性子を吸収するだけのことが多い。

## アメリシウムへの壊変
241Puの半減期は14年であることから、1年間に約5%がアメリシウム241（241Am）に壊変する。241Amは半減期432年のアルファ線源で、熱中性子の照射では核分裂を起こさない。使用済み核燃料を再処理する前の保管期間が長くなるとより多くの241が生成するため、数百年から数千年に渡って核廃棄物に含まれる放射能のうち大きな割合を占め続けることになる。
アメリシウムはプルトニウムやネプツニウム、ウランより原子価および電気陰性度が低い。このため、再処理の際にはランタノイドやストロンチウム・セシウム・バリウム・イットリウムといったアルカリ金属の分画に抽出され、特別な処理を行わない限り核燃料としてリサイクルされることはない。
熱中性子炉では、 241Amは中性子を吸収してアメリシウム242となり、約80%は速やかにベータ崩壊してキュリウム242（242Cm）、17.3%は電子捕獲により242Puとなる。242Cmと242Puはいずれも中性子捕獲も核分裂も起こさないが、242Cmは半減期160日でアルファ崩壊して238Puとなり、さらに中性子を捕獲すれば239Puとなり核分裂を起こす。すなわち、241Amが核分裂性同位体になるためには中性子を2つ吸収する必要がある。